# Lafare
 Lafare  es una población y comuna francesa, en la región de Provenza-Alpes-Costa Azul, departamento de Vaucluse, en el distrito de Carpentras y cantón de Beaumes-de-Venise.
Está integrada en la Communauté d'agglomération du Grand Avignon.

## Demografía
| 67 | 63 | 55 | 75 | 73 | 97 | 127 |
| Para los censos de 1962 a 1999 la población legal corresponde a la población sin duplicidades (Fuente: INSEE [Consultar]) |    |    |    |    |    |     |